# Vol Bhoja Air 213
Le vol Bhoja Air 213 était un vol entre Karachi et Islamabad au Pakistan. Le 20 avril 2012, le Boeing 737-200 de la compagnie Bhoja Air (en) s’écrase près d’Islamabad à 18 h 40 heure locale ; les 121 passagers et 6 membres d’équipage périssent dans l’accident.
La compagnie Bhoja Air venait de reprendre ses liaisons, depuis mars 2012, après en avoir été interdite en 2000 du fait de difficultés financières.

## Description
Le vol 213 a décollé de Karachi à 17 h et était censé atterrir à Islamabad à 18 h 50. Alors que les conditions météos sont mauvaises et que l'avion est en approche, il perd brutalement de l'altitude et s'écrase violemment dans une zone rurale, vers 18 h 40. L'armée pakistanaise est la première sur place. Les secours arrivent sur place peu après, mais vu l'état de destruction de l'avion, ils ne s'attendent pas à trouver de survivants. On compte 127 morts dont 6 membres d'équipage. Les passagers sont tous Pakistanais à l'exception d'un Américain. 11 enfants se trouvaient à bord. Bien que des maisons aient été touchées par les débris de l'appareil, aucun mort n'est à déplorer au sol.
Les opérations de recherches des corps ont eu lieu en grande partie la nuit. La plupart des corps étaient dans un bon état, et le lendemain 123 corps ont été identifiés. Des analyses ADN pourraient toutefois être nécessaires pour certains corps.
Certaines familles des victimes ont accusé l’incompétence du gouvernement pakistanais alors qu'un autre crash a eu lieu à Islamabad il y a moins de deux ans, le vol Airblue 202, le plus meurtrier de l'histoire du Pakistan.

## Enquête
Les premières informations font état d’une mauvaise météo, avec de la grêle et des éclairs. Selon le capitaine Arshad Mahmood, responsable de l'armée pakistanaise, le pilote aurait perdu le contrôle de l'avion.
Les autorités pakistanaises promettent une enquête impartiale et une commission d'enquête indépendante devrait être mise en place. Le propriétaire de la compagnie aérienne a été temporairement interdit de quitter le pays, le temps que les premiers résultats de l'enquête soient connus. La compagnie aérienne accuse la mauvaise météo d'être responsable du crash.
Le Boeing 737-200 avait effectué son premier vol le 13 décembre 1984 (27 ans). Il avait été racheté à une compagnie sud-africaine.
Le Premier ministre Youssouf Raza Gilani a félicité les secouristes pour leur travail de nuit.